# 特琳·尼尔森
特琳·尼尔森（丹麥語：Trine Nielsen，1980年10月16日—），旧姓延森（Jensen），丹麦前女子手球运动员。她曾代表丹麦国家队参加2004年夏季奥林匹克运动会手球比赛，结果队伍获得一枚金牌。